# 神燈光照
神燈光照（英語：サトノアラジン），是日本純種競賽馬匹。生涯活躍於一哩賽事，曾勝出2017年安田紀念。

## 出賽前
2011年2月16日出生於北海道安平町北部牧場，成長途中於拍賣會上被馬主里見治以1億3650萬日圓購入，馬主名義則以其經營的Satomi Horse Company登錄。
其後交由栗東訓練中心練馬師池江泰壽訓練。

## 競賽生涯

### 2歲
2013年8月10日出戰新潟競馬場2歲新馬，於比賽途中發揮優秀加速力，最終以3 1/2馬位巨大優秀取首勝。
其後出戰東京體育盃兩歲錦標，縱然於比賽途中跑出不俗末腳，但水中仍然以第五落敗。
12月21日出戰日經電台盃兩歲錦標，採用後上戰術下於直路展開猛烈的追趕，最終跑獲一席第三的不俗戰績。

### 3歲
2014年年初以共同通信盃作爲首戰，比賽初段於約莫第六的位置推進，於通過第一彎道後墮後至到第六，其後再度進行加速爬升至到第二。進入直路後，其仍然保持速度衝刺，可惜於最後被後方的明媚島及貝爾峽谷超越，以第三完賽。
其後出戰三場條件戰雪柳賞、茶臼山高原特別及九州體育盃，於其中取得兩冠一亞的優秀戰績。
於條件戰表現優秀的局面下，陣營安排其出戰神戶新聞盃，並於其中發揮不俗的實力跑獲一席第四。
10月26日以抽籤的認識出戰菊花賞，縱然賽前僅獲得第九人氣，但其於賽事中亦可表現出爭勝心，最終獲得於衆多賽駒之中跑獲第六。
完成菊花賞後，返回條件戰級別的賽事累積獎金，但於逆瀨川錦標僅獲得第六。

### 4歲
2015年年初繼續以條件戰爲主軸，出戰武庫川錦標、春興錦標及蒙古國總理賞及再度取得兩冠一亞，成功晉級公開組。
6月14日出戰葉森盃，於其中保持穩定節奏處於先頭位置下，於直路上僅以頸位敗於領放馬榮進之光得第二。
其後出戰富士錦標，跑出優秀的表現下再度以頸位之差落敗獲得第二。
11月22日出戰一哩冠軍賽，採取居中戰術下於直路展現不俗的反應進行加速，可惜仍然未能贏過滿樂時、引以爲榮及明媚島，最終以第四完賽。
其後陣營安排其遠征香港出戰香港盃，但於其中完全失準下以第十一大敗。

### 5歲
進入2016年，神燈光照以打吡公爵挑戰盃作爲年度首戰，但於其中僅獲得第三。
5月14日出戰京王盃春季盃，賽前落後A Shin Spartan及野薔薇取得第三人氣。比賽開始後，其採取後上戰術於第十二左右的位置等待時機，並於比賽途中一直保持於此。進入直路後，其以凌厲的姿態由後方衝出，不斷加速之下於外檔突破，最終以破紀錄的1分19.6秒取得首個分級賽冠軍。
其後乘勢出戰安田紀念，雖然於直路上的勢頭頗爲強勁，但仍然未能壓贏處於前方的標誌名駒和滿樂時，其後僅被後上的引以爲榮超越，最終獲得第四首倡。
入秋後以天鵝錦標作爲起動戰，再度採取後上戰術下於外檔位置發起猛烈的攻勢，最終以1 1/4馬位贏過同主馬蓋世俠盜取得第二個分級賽冠軍。
其後出戰兩場次一級賽一哩冠軍賽及香港一哩錦標仍未有突破，分別獲得第五及第七。

### 6歲
2017年年初進入休養，於5月的京王盃春季盃作爲年度首戰，然而於其中完全失準之下以第九大敗。
6月4日出戰安田紀念，賽前由於其近來的大敗加上諸如讀賣盃冠軍明媚島、讀賣盃亞軍天域龍馬及京王盃春季盃冠軍彎刀赤駿等強敵參戰，其僅獲得第七人氣。比賽開始後，前方由標誌明駒領放帶出，明媚島嶼於中團位置推進，而神燈光照、天域龍馬及彎刀赤駿則於後方位置追走。進入直路後，神燈光照再度於外檔爆發出恐怖的末腳速度，最終於終點線前成功超越一直堅守位置的標誌名駒，以頸位優勢及爆冷的姿態取得首個一級賽冠軍。

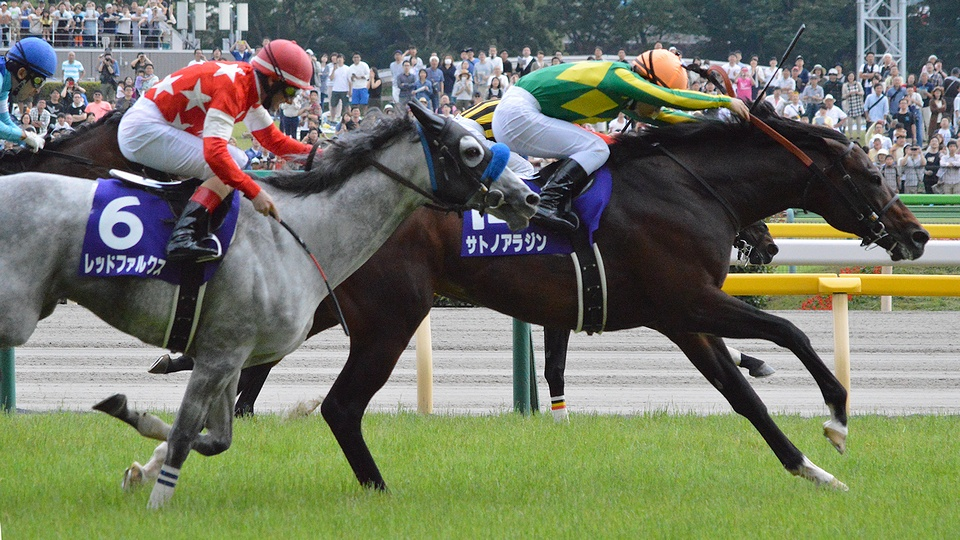
出戰安田紀念的神燈光照

贏得安田紀念後其進入放草，並於10月出戰每日王冠，於其中僅敗於不撓真鋼取得第二。
其後增程挑戰秋季天皇賞，然而受到大爛地的影響下完全無法加速，最終以包尾第十八大敗。
完成秋季天皇賞後重返一哩戰線，但出戰一哩冠軍賽及香港一哩錦標均未能保持以往的水準，分別以第十二及第十一落敗。
回國後陣營決定安排其退役，並於2018年1月5日取消日本中央競馬會的賽駒註冊。

### 詳細賽績
| 日期       | 舉辦國家/地區 | 馬場 | 距離   | 級別 | 賽事名稱           | 負重 | 騎師     | 馬號 | 出馬 | 名次 | 時間    | 頭馬（二馬）        |
| ---------- | ------------- | ---- | ------ | ---- | ------------------ | ---- | -------- | ---- | ---- | ---- | ------- | ------------------- |
| 10/8/2013  | 日本          | 新潟 | 草1600 |      | 2歲新馬            | 54   | 戶崎圭太 | 15   | 17   | 1    | 1:35.2  | （Tsukuba Asunaro） |
| 16/11/2013 | 日本          | 東京 | 草1800 | GIII | 東京體育盃兩歲錦標 | 55   | 戶崎圭太 | 9    | 15   | 5    | 1:46.3  | 明媚島              |
| 21/12/2013 | 日本          | 阪神 | 草2000 | GIII | 日經電台盃兩歲錦標 | 55   | 戶崎圭太 | 3    | 16   | 3    | 2:04.6  | 天下唯一            |
| 24/2/2014  | 日本          | 東京 | 草1800 | GIII | 共同通信盃         | 56   | 岩田康誠 | 5    | 14   | 3    | 1:48.6  | 明媚島              |
| 15/3/2014  | 日本          | 阪神 | 草2400 |      | 雪柳賞             | 56   | 岩田康誠 | 3    | 12   | 2    | 2:29.1  | Champagne           |
| 12/7/2014  | 日本          | 中京 | 草2000 |      | 茶臼山高原特別     | 54   | 潘頓     | 7    | 10   | 1    | 2:02.9  | （A Shin Allonsy）  |
| 9/8/2014   | 日本          | 小倉 | 草2000 |      | 九州體育盃         | 54   | 濱中俊   | 9    | 9    | 1    | 1:58.9  | （反斗童）          |
| 28/9/2014  | 日本          | 阪神 | 草2400 | GII  | 神戶新聞盃         | 56   | 濱中俊   | 8    | 16   | 4    | 2:25.0  | 天下唯一            |
| 26/10/2014 | 日本          | 京都 | 草3000 | GI   | 菊花賞             | 57   | 濱中俊   | 16   | 18   | 6    | 3:01.9  | 東寶狐狼            |
| 6/12/2014  | 日本          | 阪神 | 草1800 |      | 逆瀬川錦標         | 56   | 濱中俊   | 7    | 12   | 6    | 1:47.7  | Action Star         |
| 7/3/2015   | 日本          | 阪神 | 草1600 |      | 武庫川錦標         | 57   | 池添謙一 | 2    | 16   | 2    | 1:36.6  | T M Taiho           |
| 19/4/2015  | 日本          | 中山 | 草1600 |      | 春興錦標           | 57   | 李慕華   | 9    | 11   | 1    | 1:34.2  | （Dahlonega）       |
| 23/5/2015  | 日本          | 東京 | 草1800 | OP   | 蒙古國總理賞       | 55   | 李慕華   | 18   | 17   | 1    | 1:44.7  | （Festive Taro）    |
| 14/6/2015  | 日本          | 東京 | 草1800 | GIII | 葉森盃             | 56   | 李慕華   | 2    | 13   | 2    | 1:45.4  | 榮進之光            |
| 24/10/2015 | 日本          | 東京 | 草1600 | GIII | 富士錦標           | 56   | 李慕華   | 11   | 16   | 2    | 1:32.7  | 野田金駒            |
| 22/11/2015 | 日本          | 京都 | 草1600 | GI   | 一哩冠軍賽         | 57   | 李慕華   | 8    | 18   | 4    | 1:33.0  | 滿樂時              |
| 13/12/2015 | 香港          | 沙田 | 草2000 | GI   | 香港盃             | 57   | 麥道朗   | 9    | 13   | 11   | 2.02.01 | 榮進之光            |
| 3/4/2016   | 日本          | 中山 | 草1600 | GIII | 打吡公爵挑戰盃     | 57   | 李慕華   | 6    | 16   | 3    | 1:33.0  | 日暮天藍            |
| 14/5/2016  | 日本          | 東京 | 草1400 | GII  | 京王盃春季盃       | 56   | 川田將雅 | 10   | 16   | 1    | 1:19.6  | （旭日主將）        |
| 5/6/2016   | 日本          | 東京 | 草1600 | GI   | 安田紀念           | 58   | 川田將雅 | 7    | 12   | 4    | 1:33.2  | 標誌名駒            |
| 29/10/2016 | 日本          | 京都 | 草1400 | GII  | 天鵝錦標           | 57   | 川田將雅 | 11   | 18   | 1    | 1:20.7  | （蓋世俠盜）        |
| 20/11/2016 | 日本          | 京都 | 草1600 | GI   | 一哩冠軍賽         | 57   | 川田將雅 | 2    | 18   | 5    | 1:33.4  | 覓奇島              |
| 11/12/2016 | 香港          | 沙田 | 草1600 | GI   | 香港一哩錦標       | 57   | 川田將雅 | 12   | 14   | 7    | 1.33.82 | 美麗大師            |
| 13/5/2017  | 日本          | 東京 | 草1400 | GII  | 京王盃春季盃       | 57   | 川田將雅 | 4    | 13   | 9    | 1:23.6  | 彎刀赤駿            |
| 4/6/2017   | 日本          | 東京 | 草1600 | GI   | 安田紀念           | 58   | 川田將雅 | 14   | 18   | 1    | 1:31.5  | （標誌名駒）        |
| 8/10/2017  | 日本          | 東京 | 草1800 | GII  | 每日王冠           | 58   | 川田將雅 | 12   | 12   | 2    | 1:45.6  | 不撓真鋼            |
| 29/10/2017 | 日本          | 東京 | 草2000 | GI   | 秋季天皇賞         | 58   | 川田將雅 | 14   | 18   | 18   | 2:16.9  | 北部玄駒            |
| 19/11/2017 | 日本          | 京都 | 草1600 | GI   | 一哩冠軍賽         | 57   | 川田將雅 | 5    | 18   | 12   | 1:34.7  | 波斯劍客            |
| 10/12/2017 | 香港          | 沙田 | 草1600 | GI   | 香港一哩錦標       | 57   | 布文     | 4    | 14   | 11   | 1.34.85 | 美麗傳承            |

## 退役後
退役後，神燈光照成爲了配種馬，於北海道安平町社台Stallion Station休養，在2018年進行配種，配種費爲100萬日圓，日本配種季過後亦會前往新西蘭穿梭配種，首批子嗣於2019年出生。首批子嗣於2021年出賽，7月25日經已有中央的子嗣在新馬戰中取勝。2022年10月12日，Grand Impact在藍寶石錦標取勝，成爲首匹勝出分級賽的子嗣。2023年3月18日，寶妮威勁於新西蘭橡樹大賽取勝，成爲首匹勝出一級賽的神燈光照子嗣。
2023年其被轉移至北海道日高町育馬者Stallion Station繼續進行配種。

### 主要子嗣

#### 一級賽優勝子嗣
粗體字為一級賽
2019年生
- 寶妮威勁（ 新西蘭橡樹大賽、 澳洲橡樹大賽）

#### 分級賽優勝子嗣
2019年生
- 神聖之里（ Bone Crusher錦標、 鄉鎮碗）
- Grand Impact（ 藍寶石錦標）

2020年生
- Tokyo Tycoon（ 馬塔馬塔拖鞋錦標）

## 血統簡介
父系大震撼爲日本賽駒，爲日本賽馬史上第二匹無敗三冠馬，生涯出戰十四場賽事僅得兩場未能勝出，退役後配種成績亦極爲優秀。祖父週日寧靜是美國三冠賽雙軍馬，退役後在日本配種，在日本馬壇相當成功，贏得多項分級賽事，其子嗣贏得巨額獎金。
母系Magic Storm爲美國賽駒，生涯戰績不俗，曾勝出二級賽萬滿園橡樹大賽。外祖父爲美國著名種馬雷貓，爲1990年代最具代表性的種馬之一。

### 血統表
| 父線：週日寧靜系（Halo系）            |                             |              |                 |
| 種馬 大震撼 2002年（棗色）            | 週日寧靜 1986年（棕色）     | Halo         | Hail to Reason  |
| 種馬 大震撼 2002年（棗色）            | 週日寧靜 1986年（棕色）     | Halo         | Cosmah          |
| 種馬 大震撼 2002年（棗色）            | 週日寧靜 1986年（棕色）     | Wishing Well | Understanding   |
| 種馬 大震撼 2002年（棗色）            | 週日寧靜 1986年（棕色）     | Wishing Well | Mountain Flower |
| 種馬 大震撼 2002年（棗色）            | 風中秀髮 1991年（棗色）     | Alzao        | 利法爾          |
| 種馬 大震撼 2002年（棗色）            | 風中秀髮 1991年（棗色）     | Alzao        | Lady Rebecca    |
| 種馬 大震撼 2002年（棗色）            | 風中秀髮 1991年（棗色）     | Burghclere   | Busted          |
| 種馬 大震撼 2002年（棗色）            | 風中秀髮 1991年（棗色）     | Burghclere   | Highclere       |
| 繁殖雌馬 Magic Storm 1999年（深棗色） | 雷貓 1983年（深棗色）       | 雷鳥         | 北地舞人        |
| 繁殖雌馬 Magic Storm 1999年（深棗色） | 雷貓 1983年（深棗色）       | 雷鳥         | South Ocean     |
| 繁殖雌馬 Magic Storm 1999年（深棗色） | 雷貓 1983年（深棗色）       | Terlingua    | 秘書處          |
| 繁殖雌馬 Magic Storm 1999年（深棗色） | 雷貓 1983年（深棗色）       | Terlingua    | Crimson Saint   |
| 繁殖雌馬 Magic Storm 1999年（深棗色） | Foppy Dancer 1990年（棗色） | Fappiano     | 淘金者          |
| 繁殖雌馬 Magic Storm 1999年（深棗色） | Foppy Dancer 1990年（棗色） | Fappiano     | Killaloe        |
| 繁殖雌馬 Magic Storm 1999年（深棗色） | Foppy Dancer 1990年（棗色） | Water Dance  | 尼真斯基        |
| 繁殖雌馬 Magic Storm 1999年（深棗色） | Foppy Dancer 1990年（棗色） | Water Dance  | Luiana          |
| 雌系：號族：16-h                      |                             |              |                 |
| 五代內近親交配：北地舞人 5×4×5        |                             |              |                 |

## 命名由來
名字中，Satono（サトノ）是馬主Satomi Horse Company之冠名，出自負責人里見治姓氏中的「里」（サト）結合日語連接詞「的」（ノ）組成，Aladdin（アラジン）出自阿拉伯文學作品《一千零一夜》中阿拉丁的故事，香港則忽略冠名部分，只取後半部分加以聯想，翻譯为「神燈光照」。

## 外部連結
- 神燈光照 netkeiba.com （页面存档备份，存于）
- 血統表 （页面存档备份，存于）